# Deutscher Sportclub Arminia Bielefeld 2011-2012
Questa voce raccoglie le informazioni riguardanti il Deutscher Sportclub Arminia Bielefeld nelle competizioni ufficiali della stagione 2011-2012.

## Stagione
Nella stagione 2011-2012 l'Arminia Bielefeld, allenato da Markus von Ahlen e Stefan Krämer, concluse il campionato di 3. Liga al 13º posto. In Coppa di Germania l'Arminia Bielefeld fu eliminato al primo turno dal Norimberga.

## Rosa
| N. |                     | Ruolo | Calciatore       |
| -- | ------------------- | ----- | ---------------- |
| 1  | Germania (bandiera) | P     | Patrick Platins  |
| 2  | Germania (bandiera) | D     | Markus Schuler   |
| 3  | Germania (bandiera) | D     | Dennis Riemer    |
| 4  | Germania (bandiera) | D     | Marcel Appiah    |
| 5  | Germania (bandiera) | D     | Thomas Hübener   |
| 6  | Germania (bandiera) | C     | Tom Schütz       |
| 7  | Cuba (bandiera)     | C     | Onel Hernández   |
| 8  | Germania (bandiera) | C     | Tim Jerat        |
| 9  | Germania (bandiera) | A     | Fabian Klos      |
| 10 | Germania (bandiera) | C     | Marc Rzatkowski  |
| 11 | Turchia (bandiera)  | A     | Bahattin Köse    |
| 13 | Germania (bandiera) | A     | Johannes Rahn    |
| 14 | Germania (bandiera) | D     | Manuel Hornig    |
| 16 | Germania (bandiera) | A     | Daniel Barton    |
| 17 | Germania (bandiera) | C     | Stefan Langemann |

| N. |                               | Ruolo | Calciatore           |
| -- | ----------------------------- | ----- | -------------------- |
| 18 | Germania (bandiera)           | A     | Christopher Kullmann |
| 19 | Germania (bandiera)           | D     | Felix Burmeister     |
| 20 | Germania (bandiera)           | A     | Gianluca Marzullo    |
| 21 | Germania (bandiera)           | C     | Patrick Schönfeld    |
| 22 | Germania (bandiera)           | C     | Philipp Heithölter   |
| 23 | Macedonia del Nord (bandiera) | C     | Sevdail Selmani      |
| 24 | Germania (bandiera)           | P     | Stefan Ortega        |
| 25 | Germania (bandiera)           | D     | Nico Hammann         |
| 27 | Germania (bandiera)           | P     | Tom Schmidt          |
| 28 | Ghana (bandiera)              | A     | Eric Agyemang        |
| 29 | Germania (bandiera)           | C     | Nico Schneck         |
| 30 | Germania (bandiera)           | A     | Sebastian Hille      |
| 31 | Germania (bandiera)           | C     | Alexander Dercho     |
| 35 | Turchia (bandiera)            | C     | Olcay Turhan         |

## Organigramma societario
Area tecnica
- Allenatore: Stefan Krämer
- Allenatore in seconda:
- Preparatore dei portieri: Marco Kostmann
- Preparatori atletici:

## Calciomercato

### Sessione estiva
| Acquisti | Acquisti              | Acquisti             | Acquisti |
| R.       | Nome                  | da                   | Modalità |
| -------- | --------------------- | -------------------- | -------- |
| A        | Eric Agyemang         | Wacker Burghausen    |          |
| D        | Maximilian Ahlschwede | Wolfsburg II         |          |
| D        | Felix Burmeister      | Hannover 96          |          |
| D        | Nico Hammann          | Kaiserslautern II    |          |
| D        | Manuel Hornig         | Coblenza             |          |
| D        | Thomas Hübener        | Dinamo Dresda        |          |
| C        | Tim Jerat             | Unterhaching         |          |
| A        | Fabian Klos           | Wolfsburg II         |          |
| A        | Bahattin Köse         | Rot Weiss Ahlen      |          |
| C        | Stefan Langemann      | Herford              |          |
| A        | Gianluca Marzullo     | Arminia Bielefeld II |          |
| A        | Johannes Rahn         | Coblenza             |          |
| D        | Dennis Riemer         | Coblenza             |          |
| C        | Marc Rzatkowski       | Bochum               |          |
| P        | Tom Schmidt           | Hertha Berlino II    |          |
| C        | Nico Schneck          | Pfullendorf          |          |
| C        | Patrick Schönfeld     | RW Oberhausen        |          |
| C        | Tom Schütz            | Babelsberg           |          |
| C        | Sevdail Selmani       | Borussia Dortmund II |          |

| Cessioni | Cessioni            | Cessioni             | Cessioni |
| R.       | Nome                | a                    | Modalità |
| -------- | ------------------- | -------------------- | -------- |
| A        | Besart Berisha      | Brisbane Roar        |          |
| C        | Ensar Baykan        | Borussia Dortmund II |          |
| D        | Markus Bollmann     | Duisburg             |          |
| C        | Manuel Bölstler     | Hapoel Kfar Saba     |          |
| P        | Dennis Eilhoff      | Dinamo Dresda        |          |
| D        | Arne Feick          | Monaco 1860          |          |
| D        | Nils Fischer        | Osnabrück            |          |
| A        | Pavel Fořt          | Dinamo Dresda        |          |
| P        | Niklas Hartmann     | RW Oberhausen        |          |
| A        | Sebastian Heidinger | RB Lipsia            |          |
| D        | Sven Höveler        | Wiedenbrück          |          |
| C        | Galin Ivanov        | Slavia Sofia         |          |
| C        | Sandro Kaiser       | Monaco 1860          |          |
| D        | Christ Kasela Mbona | Homburg              |          |
| C        | Christian Müller    | Energie Cottbus      |          |
| A        | Orhan Mustafi       | Grasshoppers         |          |
| D        | Daré Nibombé        | Al-Nassr             |          |
| D        | Maik Rodenberg      | Rot-Weiss Essen      |          |
| A        | Christian Santos    | Eupen                |          |
| A        | Marwin Studtrucker  | Wiedenbrück          |          |
| A        | Josip Tadić         | Omonia               |          |
| C        | Eke Uzoma           | Monaco 1860          |          |
| C        | Dario Vidošić       | Adelaide Utd         |          |

### Sessione invernale
| Acquisti | Acquisti             | Acquisti      | Acquisti |
| R.       | Nome                 | da            | Modalità |
| -------- | -------------------- | ------------- | -------- |
| A        | Christopher Kullmann | RW Oberhausen |          |

| Cessioni | Cessioni              | Cessioni          | Cessioni |
| R.       | Nome                  | a                 | Modalità |
| -------- | --------------------- | ----------------- | -------- |
| A        | Kacper Przybyłko      | Colonia II        |          |
| D        | Maximilian Ahlschwede | Kickers Offenbach |          |
| C        | Diego Demme           | Paderborn         |          |

## Risultati

### 3. Liga

#### Girone di andata
| Arbitro: | Ittrich |

|          |           |                           |
| Rahn 14’ | Marcatori | 65’ Hemlein 78’ Benyamina |

| Arbitro: | Bandurski |

|            |           |               |
| Salger 81’ | Marcatori | 85’ Schönfeld |

| Arbitro: | Stegemann |

|  |           |                |
|  | Marcatori | 35’ Lechleiter |

| Arbitro: | Dingert |

|                                                             |           |           |
| Steegmann 3’ Heckenberger 17’ Latza 45’ Hübner 75’ Wölk 89’ | Marcatori | 63’ Hille |

| Sandhausen 16 agosto 2011, ore 19:00 CEST 5ª giornata | Sandhausen | 0 – 0 referto | Arminia Bielefeld | Hardtwaldstadion (2 400 spett.)\| Arbitro: \| Valentin \| |
| Arbitro:                                              | Valentin   |               |                   |                                                           |

| Arbitro: | Rafati |

|  |           |          |
|  | Marcatori | 77’ Book |

| Arbitro: | Petersen |

|                              |           |                           |
| Temür 23’ Schweinsteiger 31’ | Marcatori | 19’ Hornig 42’ Rzatkowski |

| Bielefeld 10 settembre 2011, ore 14:00 CEST 8ª giornata | Arminia Bielefeld | 0 – 0 referto | Rot-Weiß Erfurt | SchücoArena (7 303 spett.)\| Arbitro: \| Beitinger \| |
| Arbitro:                                                | Beitinger         |               |                 |                                                       |

| Arbitro: | Gerach |

|                     |           |                     |
| Adler 58’ Çınar 90’ | Marcatori | 22’ Rahn 52’ Hornig |

| Arbitro: | Steinhaus-Webb |

|  |           |                                                |
|  | Marcatori | 35’ Stiefler 45’ Gehring 66’ Eggert 72’ Forkel |

| Münster 12 novembre 2011, ore 15:00 CET 11ª giornata | Preußen Münster | 0 – 0 referto | Arminia Bielefeld | Preußenstadion (15 050 spett.)\| Arbitro: \| Ittrich \| |
| Arbitro:                                             | Ittrich         |               |                   |                                                         |

| Arbitro: | Osmers |

|  |           |             |
|  | Marcatori | 29’ Frommer |

| Arbitro: | Winkmann |

|  |           |                |
|  | Marcatori | 82’ Rzatkowski |

| Arbitro: | Alt |

|                    |           |                  |
| Klos 9’ Dercho 76’ | Marcatori | 7’ Niederlechner |

| Arbitro: | Jablonski |

|              |           |          |
| Wachsmuth 9’ | Marcatori | 56’ Rahn |

| Arbitro: | Rohde |

|                              |           |  |
| Rahn 42’ Klos 51’ Riemer 75’ | Marcatori |  |

| Arbitro: | Dankert |

|                                                             |           |                            |
| Voigt 34’ (rig.), 83’ (rig.) Pichinot 40’ Hähnge 56’ (rig.) | Marcatori | 32’ Rahn 65’, 74’ Agyemang |

| Arbitro: | Aarnink |

|         |           |  |
| Rahn 7’ | Marcatori |  |

| Arbitro: | Stein |

|                        |           |                                  |
| Balogun 19’ Wegner 49’ | Marcatori | 6’, 34’ (rig.) Agyemang 30’ Rahn |

#### Girone di ritorno
| 20ª giornata |  | – turno di riposo |  |  |

| Arbitro: | Petersen |

|          |           |           |
| Klos 68’ | Marcatori | 48’ Kampl |

| Arbitro: | Schmickartz |

|                      |           |                                                |
| Vier 44’ Rathgeb 71’ | Marcatori | 8’ Rahn 38’ (rig.), 42’ Agyemang 49’, 90’ Klos |

| Arbitro: | Steinhaus-Webb |

|                                       |           |          |
| Cidimar 42’ Dausch 48’ Lechleiter 68’ | Marcatori | 11’ Klos |

| Arbitro: | Grudzinski |

|                        |           |                        |
| Klos 34’, 49’ Rahn 59’ | Marcatori | 81’ Zimmerman 87’ Heil |

| Arbitro: | Osmers |

|                |           |                                     |
| Rzatkowski 69’ | Marcatori | 14’ Blum 23’ Schauerte 62’ Pischorn |

| Wiesbaden 21 febbraio 2012, ore 19:00 CET 25ª giornata | Wehen Wiesbaden | 0 – 0 referto | Arminia Bielefeld | BRITA-Arena (1 976 spett.)\| Arbitro: \| Thomsen \| |
| Arbitro:                                               | Thomsen         |               |                   |                                                     |

| Arbitro: | Stegemann |

|               |           |          |
| Schönfeld 51’ | Marcatori | 62’ Kurz |

| Arbitro: | Beitinger |

|               |           |              |
| Reichwein 70’ | Marcatori | 57’ Agyemang |

| Arbitro: | Dittrich |

|                    |           |                         |
| Appiah 8’ Klos 12’ | Marcatori | 19’, 23’ (rig.) Glasner |

| Arbitro: | Stein |

|                     |           |                                          |
| Wurtz 7’ Ziemer 81’ | Marcatori | 20’, 52’ Hille 63’ Heithölter 84’ Schütz |

| Arbitro: | Schmidt |

|                      |           |                          |
| Hornig 24’ Hille 52’ | Marcatori | 33’ Grote 90’ Vunguidica |

| Arbitro: | Brand |

|                              |           |          |
| Bagceci 22’ Heidenfelder 89’ | Marcatori | 51’ Klos |

| Arbitro: | Beitinger |

|               |           |                  |
| Rzatkowski 6’ | Marcatori | 85’ (rig.) Costa |

| Arbitro: | Steinhaus-Webb |

|                                                        |           |  |
| Bigalke 45’, 83’ Amachaibou 62’, 84’ Niederlechner 82’ | Marcatori |  |

| Arbitro: | Stein |

|                                   |           |                   |
| Agyemang 50’ Hornig 76’ Hille 78’ | Marcatori | 15’ Garbuschewski |

| Arbitro: | Christ |

|  |           |            |
|  | Marcatori | 36’ Hornig |

| Arbitro: | Jablonski |

|                                |           |             |
| Agyemang 45’ (rig.) Schütz 61’ | Marcatori | 17’ Eckardt |

| Arbitro: | Leicher |

|               |           |  |
| Makarenko 90’ | Marcatori |  |

| Arbitro: | Thomsen |

|              |           |  |
| Kullmann 77’ | Marcatori |  |

### Coppa di Germania
| Arbitro: | Grudzinski |

|           |           |                                           |
| Jerat 15’ | Marcatori | 26’, 35’, 39’ Feulner 64’ Mak 71’ Pekhart |

## Statistiche

### Statistiche di squadra
| Competizione      | Punti | In casa | In casa | In casa | In casa | In casa | In casa | In trasferta | In trasferta | In trasferta | In trasferta | In trasferta | In trasferta | Totale | Totale | Totale | Totale | Totale | Totale | DR  |
| Competizione      | Punti | G       | V       | N       | P       | Gf      | Gs      | G            | V            | N            | P            | Gf           | Gs           | G      | V      | N      | P      | Gf     | Gs     | DR  |
| ----------------- | ----- | ------- | ------- | ------- | ------- | ------- | ------- | ------------ | ------------ | ------------ | ------------ | ------------ | ------------ | ------ | ------ | ------ | ------ | ------ | ------ | --- |
| 3. Liga           | 50    | 19      | 7       | 6       | 6       | 24      | 24      | 19           | 5            | 8            | 6            | 27           | 33           | 38     | 12     | 14     | 12     | 51     | 57     | -6  |
| Coppa di Germania | -     | 1       | 0       | 0       | 1       | 1       | 5       | 0            | 0            | 0            | 0            | 0            | 0            | 1      | 0      | 0      | 1      | 1      | 5      | -4  |
| Totale            | 50    | 20      | 7       | 6       | 7       | 25      | 29      | 19           | 5            | 8            | 6            | 27           | 33           | 39     | 12     | 14     | 13     | 52     | 62     | -10 |

### Andamento in campionato
| Giornata  | 1  | 2  | 3  | 4  | 5  | 6  | 7  | 8  | 9  | 10 | 11 | 12 | 13 | 14 | 15 | 16 | 17 | 18 | 19 | 20 | 21 | 22 | 23 | 24 | 25 | 26 | 27 | 28 | 29 | 30 | 31 | 32 | 33 | 34 | 35 | 36 | 37 | 38 |
| --------- | -- | -- | -- | -- | -- | -- | -- | -- | -- | -- | -- | -- | -- | -- | -- | -- | -- | -- | -- | -- | -- | -- | -- | -- | -- | -- | -- | -- | -- | -- | -- | -- | -- | -- | -- | -- | -- | -- |
| Luogo     | C  | T  | C  | T  | T  | C  | T  | C  | T  | C  | T  | C  | T  | C  | T  | C  | T  | C  | T  |    | C  | T  | C  | C  | T  | C  | T  | C  | T  | C  | T  | C  | T  | C  | T  | C  | T  | C  |
| Risultato | P  | N  | P  | P  | N  | P  | N  | N  | N  | P  | N  | P  | V  | V  | N  | V  | P  | V  | V  |    | N  | P  | V  | P  | N  | N  | N  | N  | V  | N  | P  | N  | P  | V  | V  | V  | P  | V  |
| Posizione | 15 | 15 | 17 | 20 | 18 | 19 | 19 | 18 | 19 | 19 | 19 | 20 | 19 | 17 | 17 | 17 | 17 | 16 | 16 | 16 | 15 | 17 | 15 | 16 | 15 | 14 | 13 | 13 | 12 | 13 | 13 | 14 | 16 | 15 | 13 | 13 | 14 | 13 |

Legenda:

Luogo: C = Casa; T = Trasferta. Risultato: V = Vittoria; N = Pareggio; P = Sconfitta.

### Statistiche dei giocatori
| Giocatore     | 3. Liga  | 3. Liga | 3. Liga     | 3. Liga    | Coppa di Germania | Coppa di Germania | Coppa di Germania | Coppa di Germania | Totale   | Totale | Totale      | Totale     |
| Giocatore     | Presenze | Reti    | Ammonizioni | Espulsioni | Presenze          | Reti              | Ammonizioni       | Espulsioni        | Presenze | Reti   | Ammonizioni | Espulsioni |
| ------------- | -------- | ------- | ----------- | ---------- | ----------------- | ----------------- | ----------------- | ----------------- | -------- | ------ | ----------- | ---------- |
| E. Agyemang   | 26       | 9       | 2           | 0          | 1                 | 0                 | 0                 | 0                 | 27       | 9      | 2           | 0          |
| M. Ahlschwede | 3        | 0       | 0           | 0          | 1                 | 0                 | 0                 | 0                 | 4        | 0      | 0           | 0          |
| M. Appiah     | 23       | 1       | 1           | 0          | 0                 | 0                 | 0                 | 0                 | 23       | 1      | 1           | 0          |
| D. Barton     | 0        | 0       | 0           | 0          | 0                 | 0                 | 0                 | 0                 | 0        | 0      | 0           | 0          |
| F. Burmeister | 22       | 0       | 3           | 1          | 1                 | 0                 | 1                 | 0                 | 23       | 0      | 4           | 1          |
| D. Demme      | 10       | 0       | 2           | 0          | 1                 | 0                 | 0                 | 0                 | 11       | 0      | 2           | 0          |
| A. Dercho     | 30       | 1       | 4           | 0          | 0                 | 0                 | 0                 | 0                 | 30       | 1      | 4           | 0          |
| N. Hammann    | 4        | 0       | 1           | 0          | 0                 | 0                 | 0                 | 0                 | 4        | 0      | 1           | 0          |
| P. Heithölter | 14       | 1       | 4           | 0          | 0                 | 0                 | 0                 | 0                 | 14       | 1      | 4           | 0          |
| O. Hernández  | 18       | 0       | 0           | 1          | 1                 | 0                 | 0                 | 0                 | 19       | 0      | 0           | 1          |
| S. Hille      | 32       | 5       | 3           | 0          | 0                 | 0                 | 0                 | 0                 | 32       | 5      | 3           | 0          |
| M. Hornig     | 28       | 5       | 8           | 1          | 0                 | 0                 | 0                 | 0                 | 28       | 5      | 8           | 1          |
| T. Hübener    | 32       | 0       | 5           | 2          | 1                 | 0                 | 0                 | 0                 | 33       | 0      | 5           | 2          |
| T. Jerat      | 13       | 0       | 2           | 0          | 1                 | 1                 | 0                 | 0                 | 14       | 1      | 2           | 0          |
| F. Klos       | 33       | 10      | 7           | 1          | 1                 | 0                 | 0                 | 0                 | 34       | 10     | 7           | 1          |
| C. Kullmann   | 9        | 1       | 3           | 0          | 0                 | 0                 | 0                 | 0                 | 9        | 1      | 3           | 0          |
| B. Köse       | 5        | 0       | 1           | 0          | 0                 | 0                 | 0                 | 0                 | 5        | 0      | 1           | 0          |
| S. Langemann  | 2        | 0       | 0           | 0          | 0                 | 0                 | 0                 | 0                 | 2        | 0      | 0           | 0          |
| G. Marzullo   | 1        | 0       | 0           | 0          | 0                 | 0                 | 0                 | 0                 | 1        | 0      | 0           | 0          |
| S. Ortega     | 20       | 0       | 0           | 0          | 0                 | 0                 | 0                 | 0                 | 20       | 0      | 0           | 0          |
| P. Platins    | 18       | 0       | 0           | 0          | 1                 | 0                 | 0                 | 0                 | 19       | 0      | 0           | 0          |
| K. Przybyłko  | 2        | 0       | 0           | 0          | 0                 | 0                 | 0                 | 0                 | 2        | 0      | 0           | 0          |
| J. Rahn       | 31       | 9       | 3           | 0          | 1                 | 0                 | 0                 | 0                 | 32       | 9      | 3           | 0          |
| D. Riemer     | 18       | 1       | 1           | 0          | 0                 | 0                 | 0                 | 0                 | 18       | 1      | 1           | 0          |
| M. Rzatkowski | 37       | 4       | 5           | 0          | 1                 | 0                 | 0                 | 0                 | 38       | 4      | 5           | 0          |
| T. Schmidt    | 0        | 0       | 0           | 0          | 0                 | 0                 | 0                 | 0                 | 0        | 0      | 0           | 0          |
| N. Schneck    | 1        | 0       | 0           | 0          | 0                 | 0                 | 0                 | 0                 | 1        | 0      | 0           | 0          |
| M. Schuler    | 20       | 0       | 7           | 0          | 1                 | 0                 | 0                 | 0                 | 21       | 0      | 7           | 0          |
| P. Schönfeld  | 35       | 2       | 8           | 1          | 1                 | 0                 | 0                 | 0                 | 36       | 2      | 8           | 1          |
| T. Schütz     | 38       | 2       | 4           | 0          | 1                 | 0                 | 0                 | 0                 | 39       | 2      | 4           | 0          |
| S. Selmani    | 0        | 0       | 0           | 0          | 0                 | 0                 | 0                 | 0                 | 0        | 0      | 0           | 0          |
| O. Turhan     | 1        | 0       | 0           | 0          | 0                 | 0                 | 0                 | 0                 | 1        | 0      | 0           | 0          |